# Англіцизми в чеській мові
Англіци́зм — елемент мови, прийнятий з англійської мовою іншою мовою або побудований відповідно до англійської мови.
У чеській мові англіцизми поширені у багатьох сферах: спорт, сучасні технології та інформаційні технології.

## Історія
Прихід англіцизмів не був очевидним до ХХ століття, хоча багато англійських визначень з'явилися в чеській лексиці вже після промислової революції у XIX столітті. Очевидно, що першою країною, в якій відбулася революція, була Англія. Зокрема такі терміни, що стосуються промисловості, як трамвай або метро, запозичені з англійської.
Перша хвиля англіцизмів у ХХ столітті настала після Першої світової війни, де англійська була мовою спілкування між країнами, що беруть участь у війні.
У другій половині ХХ століття комуністична партія, яка переважала над чеською країною протягом більше 40 років, суворо забороняла використовувати англіцизми. Ті англіцизми, які вже використовувались в чеській лексиці, повинні були бути замінені чеськими виразами (наприклад, hotdog мав бути замінений на чеський вираз párek v rohlíku).
Друга і найбільш помітна хвиля англіцизмів до цього часу настала після Оксамитової революції в 1989 році. Після падіння комуністичного режиму напружена атмосфера майже п'ятдесяти років закінчилася і мова відкрилася для нових виразів.

## Причини поширення
Найбільший вплив на чеську лексику надає англійська мова. Навіть російська мова, яку всі студенти були змушені вивчати під час комуністичного режиму, не мала настільки значного впливу на чеську мову.
Однією з причин використання англіцизмів є результат глобалізації. Нещодавно виникли спекуляції про те, чи є загроза зникнення чеської мови під впливом англійської. Це правда, що в деяких областях англіцизми потрібно використовувати для підтримки правильного та унікального значення виразу (наприклад, у спорті чи промисловості). З іншого боку, деякі з них є зайвими і можуть навіть надавати основному значенню іншого відтінку. Це відбувається в основному в рекламі, комерції та виступах окремих груп ораторів, які не вважають за необхідність правильно використовувати англіцизми.